# Kalkvägglav
Kalkvägglav (Xanthoria calcicola) är en lavart som beskrevs av Oksner. Kalkvägglav ingår i släktet Xanthoria och familjen Teloschistaceae.  Arten är reproducerande i Sverige. Inga underarter finns listade i Catalogue of Life.